# S. Robson Walton
Samuel Robson "Rob" Walton (sinh ngày 28/10/1944) là nhà tỷ phú người Mỹ, ông nằm trong danh sách thừa kế Walmart, tập đoàn bán lẻ lớn nhất thế giới. Ông từng giữ cương vị chủ tịch Walmart từ năm 1992 - 2015. Tính tới tháng 3/2022, tài sản ròng ước tính của ông là khoảng 62 tỷ USD, giúp ông trở thành người giàu thứ 18 thế giới.

## Thời thơ ấu và gia đình
Rob Walton sinh năm 1944 tại Tulsa, Oklahoma, Mỹ. Cha mẹ ông là ông Sam Walton (1918–1992), đồng sáng lập Walmart, và bà Helen Walton (1919–2007). Ông là anh cả trong gia đình có bốn anh chị em, dưới ông cũng là các doanh nhân Jim Walton, Alice Walton và John Walton.
Walton từng theo học Cao đẳng Wooster (The College of Wooster) và Đại học Arkansas, năm 1996 ông tốt nghiệp đại học bằng quản trị kinh doanh. Sau đó ông tiếp tục học trường Luật Columbia và tốt nghiệp năm 1969 với bằng tiến sĩ luật.